# 吴太妃
吴太妃（？—486年），中国南北朝南朝梁文帝萧顺之的妾室，梁朝建立後封为太妃。
吴太妃在南朝宋元徽三年（475年）生萧顺之第七子萧秀，昇明二年（478年）生萧顺之第十一子萧憺。齐武帝永明四年（486年）吴氏去世，萧秀十二岁，萧憺时年九岁，二人以孝著称，居丧，累日不进浆饮，父亲萧顺之亲自取粥给他们吃，命侧室陈氏抚养二子。陈氏无子，有母德，视二子如亲生。梁武帝天监七年（508年），养母陈太妃去世。